# Attentat de Cizre
L’attentat de Cizre du 26 août 2016 est un attentat du Parti des travailleurs du Kurdistan (PKK) visant la police turque, qui s'est produit dans la ville de Cizre, au sud-est de la Turquie. Il est lié au conflit kurde en Turquie et à l'intervention militaire turque du 24 août dans la guerre civile syrienne.

## Déroulement
À 6h45 du matin le vendredi 26 août 2016 (heure locale), une voiture piégée explose sur un poste de contrôle, situé à cinquante mètres du quartier général des forces antiémeutes de Cizre,. La route reliant Cizre à Şırnak ayant justement été fermée par mesure de sécurité, ce poste de contrôle y avait été installé,.
Le quartier général est détruit par l'explosion, et des incendies endommagent les immeubles aux alentours,.
Douze ambulances et deux hélicoptères sont envoyés sur place.

## Bilan humain
Le bilan communiqué dans l'après-midi annonce 11 morts, et 78 blessés dont 2 graves,,. Les 11 morts faisaient partie des forces de l'ordre, et sur les 78 blessés, seuls 3 sont des civils.

## Revendication

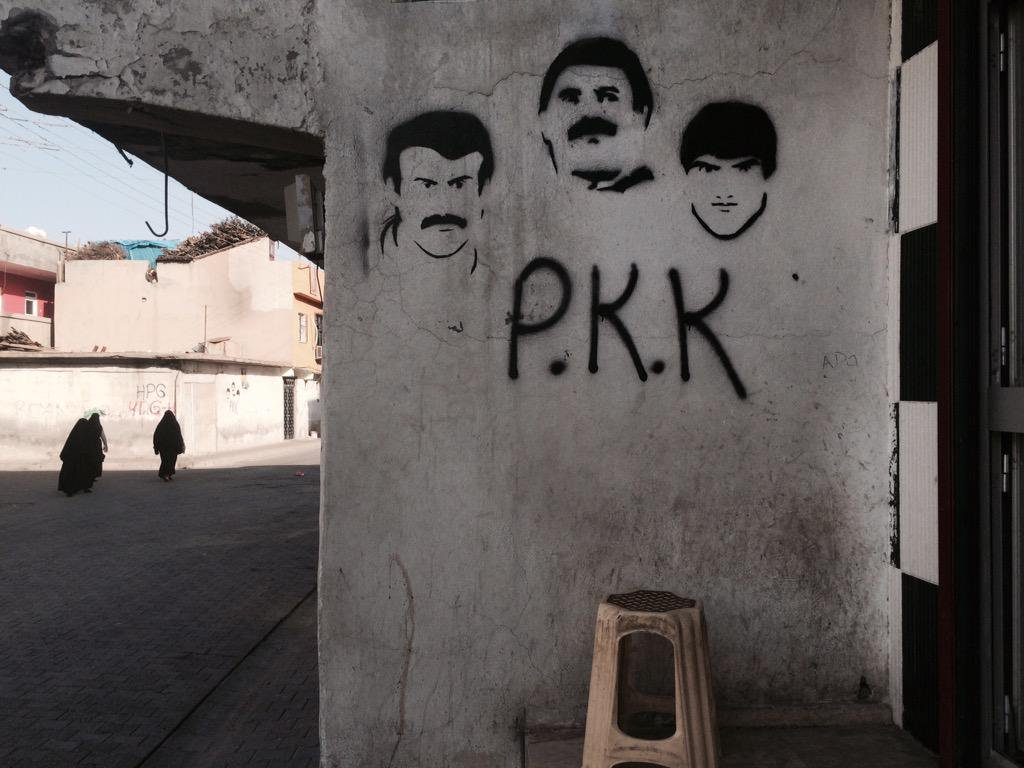
Graffiti du PKK à Cizre, en septembre 2015

Le jour même de l'attentat, les autorités turques l'imputent aux indépendantistes kurdes du PKK,,. Elles les accusent également de l'avoir fait pour essayer d'assassiner Kemal Kılıçdaroğlu, un des chefs du Parti républicain du peuple ; ce dernier s'en est sorti indemne.
L'après-midi, le PKK confirme être l'auteur de l'attentat dirigé contre les policiers.
Il nie toutefois toute volonté d'assassiner Kemal Kılıçdaroğlu, et précise ne pas l'avoir ciblé volontairement.